# لورن کار-هریس
لورن کار-هریس (انگلیسی: Lorne Carr-Harris؛ ۱۵ دسامبر ۱۸۹۹ – ۷ آوریل ۱۹۸۱) فرد نظامی اهل کانادا بود.